# こみゅにてぃぽむ
『こみゅにてぃぽむ』は、フィルインカフェより発売されたPlayStation用アクションRPG。のちにファミリーソフトより『こみゅにてぃぽむ ～思い出を抱きしめて～』のタイトルで再販された。2011年3月9日にオペラハウスよりゲームアーカイブスにて配信された。